# American Pie präsentiert: Die nächste Generation
American Pie präsentiert: Die nächste Generation ist der vierte Teil aus der American-Pie-Reihe. Er wurde 2005 direkt auf DVD bzw. VHS veröffentlicht. Die deutsche Fassung des Filmes entspricht nur der zensierten R-Rated Fassung. Diese wird auch im deutschsprachigen Free-TV gezeigt. Die Unrated Fassung erschien nur in Amerika und schaffte es nicht nach Europa. Außer den Schauspielern Eugene Levy und Chris Owen ist keiner der Darsteller der vorangegangenen Teile bei diesem Film dabei.

## Handlung
Der Film handelt hauptsächlich von Matt Stifler, dem kleinen Bruder von Steve Stifler, einer der Figuren der vorangegangenen American-Pie-Filme. Matt ist begierig, in das Familiengeschäft, das Drehen von pornografischen Filmen, einzutreten. Matt und seine Freunde spielen den Bandschülern, genannt Bandies, während der Abschlussfeier der älteren Schüler einen Streich, indem sie Pfefferspray in die Mundstücke der Blasinstrumente sprühen. Dabei findet Matt ein röhrenförmiges Objekt mit der Aufschrift „Picardo“. Es scheint sich um einen Dildo zu handeln. Er versucht mit Mühe, nicht entdeckt zu werden, doch er rutscht auf Drumsticks aus. Er wird entdeckt, aber flüchtet. Dann stellt er fest, dass Pfefferspray auf seine Geschlechtsorgane gelangt ist. Die Bandmitglieder beginnen „Pomp and Circumstance“ zu spielen, müssen aber wegen der Wirkung des Pfeffersprays abbrechen. Während der Aufregung fällt ein Schüler hin, reißt dabei den Vorhang herunter und enthüllt damit Stifler, der mit heruntergelassenen Boxershorts an einem Wasserspender Kühlung für seinen Intimbereich sucht. Elyse Houston, die Dirigentin, ist genauso schockiert wie das gesamte Saalpublikum.
Sie wirft Stifler vor, verantwortlich für die Zerstörung ihres Auftrittes zu sein und dass er immer davonkomme, nur weil er der beste Footballspieler der Schule sei. Matts Psychologe, Chuck Sherman („Der Sherminator“), beschließt, dass es für Stifler sinnvoll wäre, das Bandcamp zu besuchen, in der Hoffnung, er gewinne dort Freunde und trete nicht in die Fußstapfen seines vielgehassten Bruders. Während er mit seinen Freunden diskutiert, erzählt Matt ihnen, dass Steves Freund Jim mit einer Nymphomanin des Bandcamps verkehrt habe. Außerdem behauptet er, dass alles, was in diesem Bandcamp gemacht wird, Sex sei. Als Beispiel nennt er Elyse, weil sie die Eigentümerin des Objektes ist, das ein Dildo zu sein scheint. Also beschließt Matt, die „Bandies“ heimlich zu filmen, um Steve zu beeindrucken. Er ersteht ein riesiges, teures Sortiment von Spy-Cams und Videoausrüstung und kauft es mit der Option „Lieferung morgen“.
Als Matt die verschiedenen Ereignisse des Camps aufnimmt, knüpft er Freundschaften mit einigen Bandmitgliedern seiner Schule, darunter einem Computerfreak, dessen genialen Roboter Matt benutzt, um zu spannen. Er verliebt sich in Elyse, die in der achten Klasse versuchte, Matts Freundin zu sein, aber damit aufhörte, nachdem Matt sich wieder als „Stiffmeister“ aufgeführt hatte. Also hat Matt nichts außer seinen Filmen, denn seine ehemaligen Freunde wollen nichts mehr mit ihm zu tun haben.
Nachdem Matt mit Herrn Levenstein (Jims Vater), dem „MACRO“ des Camps, gesprochen hat, weil er seine Neulingsmütze nicht trägt und unanständige Worte benutzt, findet er heraus, dass die Freunde seines Bruders Steve diesen gar nicht mochten. Levenstein glaubt, dass die Menschen Matt mögen wollen, er es ihnen aber sehr schwer macht. Das wird ihm bestätigt, als er später Sherman fragt: „Hat wirklich niemand meinen Bruder gemocht?“ Daraufhin antwortet dieser nichts, nickt jedoch kaum merkbar. Mit einem merkwürdigen Gesichtsausdruck verlässt Matt den Raum.
Eines Abends steigt eine Softdrink-Party im Camp. Matt schüttet zusammen mit seinem Zimmergenossen Alkohol in die Slush-Maschine, um die „Bräute“ vollzudröhnen. Leider geht der Plan nach hinten los, und ein Freund erzählt ihm sogar, dass er mal mit einer Oboe Sex hatte. Am selben Abend macht Matt es dann auch mit einer Oboe – und bleibt prompt stecken. Wie sich danach herausstellt, war der „Oboen-Sex“ auch nur ein Gag seines Freundes.
Matts Plan, den Pokal für Elyse zu gewinnen, missglückt. Er füllt den Saft der Rivalen mit Abführmittel. Zwei Freunde von Matt mögen ihren Saft nicht und vertauschen heimlich die Fässer. So muss sich Elyses Band während des Auftritts übergeben.
Als er wieder daheim ist, findet Matt heraus, dass sein Bruder nicht so großartig oder cool ist, wie er einst gedacht hat, und dass in seine Fußstapfen zu treten, keine sehr gute Idee ist. Also löscht er alle Videos, die er am Camp aufgenommen hat. Er beansprucht die Hilfe der Bandmitglieder, um Elyse ein Konzert zu geben und ein Stipendium für eine Universität zu bekommen. Nach der Vorführung der Band erklärt die Direktorin der Universität, dass Elyse das Stipendium bekommt, da die Konkurrenten aus dem „Tall Oak“ ein vorhandenes Werk kopiert haben. Der Plan ist erfolgreich, und am Ende vergibt Elyse Matt, und die beiden haben möglicherweise Sex (im Abspann). Elyse erklärt Matt, dass „Picardo“ die Hülle einer Piccoloflöte ist und nicht, wie vermutet, ein Dildo. Dies ist eine Anspielung auf Michelle Flahertys berühmte Aussage (aus American Pie – Wie ein heißer Apfelkuchen), sie habe schon einmal ein sexuelles Erlebnis mit einer Flöte gehabt.

## Synchronisation
| - Tad Hilgenbrink: Clemens Ostermann - Arielle Kebbel: Marieke Oeffinger - Jason Earles: Daniel Schlauch | - Eugene Levy: Frank-Otto Schenk - Chris Owen: Marc Stachel |

## Ausstrahlung in Deutschland
Die deutsche Free-TV Premiere erfolgte am 11. November 2007 zur Primetime auf RTL II. Den Film verfolgten insgesamt 1,86 Millionen Zuschauer bei 5,1 Prozent Marktanteil, in der werberelevanten Zielgruppe waren es 1,61 Millionen (10,2 Prozent Marktanteil).